# Emerson (Nebraska)
Emerson – wieś w Stanach Zjednoczonych, w stanie Nebraska, w hrabstwie Dakota.